# Madeleine Egle
Madeleine Egle (født 21. august 1998) er en østrigsk kælker. 
Hun vandt bronze under vinter-OL 2018.